# Корочанська Єфросинія Сидорівна
Єфросинія Сидорівна Корочанська (1917 — до 2008 року) — радянська діячка сільського господарства. Ланкова бурякорадгоспу «Федорівський» у Великобурлуцькому районі Харківської області. Героїня Соціалістичної Праці.

## Життєпис
Єфросинія Сидорівна Корочанська народилася 1917 році на території сучасної Вільхуватської сільської громади, за етнічним походженням росіянка. Здобула початкову освіту. У 1932 році, почала працювати у бурякорадгоспі «Федорівський», головна садиба якого знаходилася у селищі Федорівка. У 1947 році очолила ланку з вирощування буряка, а наступного року її ланка зібрала великий врожай — 25 центнера насіння цукрових буряків на загальній площі у 17 гектар.
За «отримання рекордного врожаю насіння цукрового буряка», Президія Верховної ради СРСР указом від 29 серпня 1949 року надала Єфросинії Корочанській звання Героя Соціалістичної Праці з врученням ордена Леніна та медалі «Серп і Молот». У 1953 році вступила до КПРС. Станом на 2008 рік вона вже померла і була похована у селищі Курганне.

## Нагороди
- Герой Соціалістичної Праці (29.08.1949)
- орден Леніна (29.08.1949)
- медаль «Серп і Молот» (29.08.1949)
- медалі

### Коментар
1. ↑  Згідно книзі «Золотые звезды Харьковщины», вона народилася у селищі Піонер, однак воно було засноване лише у 1923 році.